# Mercedes Dantas
Mercedes Dantas, como era mais conhecida Mercedes Dantas Itapicurú Coelho (20 de julho de 1896 - Nasceu na Fazenda São Domingos, Itapicurú, Bahia – faleceu no Rio de Janeiro em 28 de junho de 1982) foi uma poetisa, professora, conferencista, jornalista, política e feminista brasileira, uma das principais defensoras da ditadura de Vargas.
Foi criadora de várias instituições culturais e literárias e participou de muitas outras, tais como membro correspondente da Academia de Letras da Bahia (sucedendo a Oliveira Lima), do Instituto Histórico e Geográfico de Alagoas e do PEN Clube do Brasil, foi ainda fundadora do Instituto Mercedes Dantas de ensino, no Rio de Janeiro. Foi ainda a primeira mulher a ocupar cargo na direção da Associação Brasileira de Imprensa, tendo sido articulista em várias publicações, notadamente o Jornal do Brasil.
Dentro de uma visão ainda conservadora, ela contudo pregava a participação feminina na sociedade, como se vê de sua declaração feita em 1944: "A verdadeira civilização, no seu sentido material e espiritual, nas suas formas conservadoras ou originais, não pode dispensar a colaboração, cada vez maior, da mulher."

## Biografia
Seu bisavó era o José Dantas dos Imperiais Itapicurú, o Barão do Rio Real. Era filha de José Dantas Coelho (morto em 19 de julho de 1943) e Maria Dantas Itapicurú Coelho (morta em 12 de dezembro de 1955). Nasceu na Vila Rica de Bom Jesus, hoje a cidade baiana de Crisópolis e na época pertencente a Itapicuru, e dentre seus irmãos estavam:
- Elysio Dantas Itapicurú Coelho -  Jornalista e professor do Colégio Pedro II (Rio de Janeiro);
- Nelson Dantas Itapicurú Coelho - advogado, colecionador de artes e empreendedor;
- Maria Dantas Itapicurú Coelho;
- Moacyr Dantas Itapicurú Coelho - Capitão -Tenente Médico, morto em 1945 durante o afundamento do cruzador Bahia durante a II Guerra Mundial.[3]
- José Dantas Itapicurú Coelho - médico que atuava principalmente com pacientes tuberculosos e professor de História do Liceu de Artes e Ofícios;
- Olavo Dantas Itapicurú Coelho - vice-almirante e escritor;
- Milton Dantas Itapicurú.

Em 1926 Dantas, diante da impossibilidade então vigente de a Academia Brasileira de Letras admitir mulheres entre seus pares, idealizou e chegou a realizar reunião em 6 janeiro daquele ano para fundar uma Academia Feminina; apesar de reunir várias interessadas, a ideia não prosperou. Desta reunião participaram mulheres como Bertha Lutz, sua irmã Heloísa e Albertina Bertha.  Mais tarde, junto a Francisca Bastos Cordeiro, Alba Canizares, Adalzira Bittencourt e outras, tentaram lograr sua fundação, chegando a elaborar seus estatutos — novamente sem êxito.
Em 1930 realizou uma grande excursão através do país, realizando conferências e defendendo a ideia de uma educação pública homogênea, na qual efetuou a fundação de dezenas de associações de professores.
Em 1933 fundou aquele que veio a ser o primeiro partido político de professoras do Brasil, chamado Diretório Político das Professoras Primárias que, naquele ano, participou ativamente do pleito, logrando melhorias para a categoria.

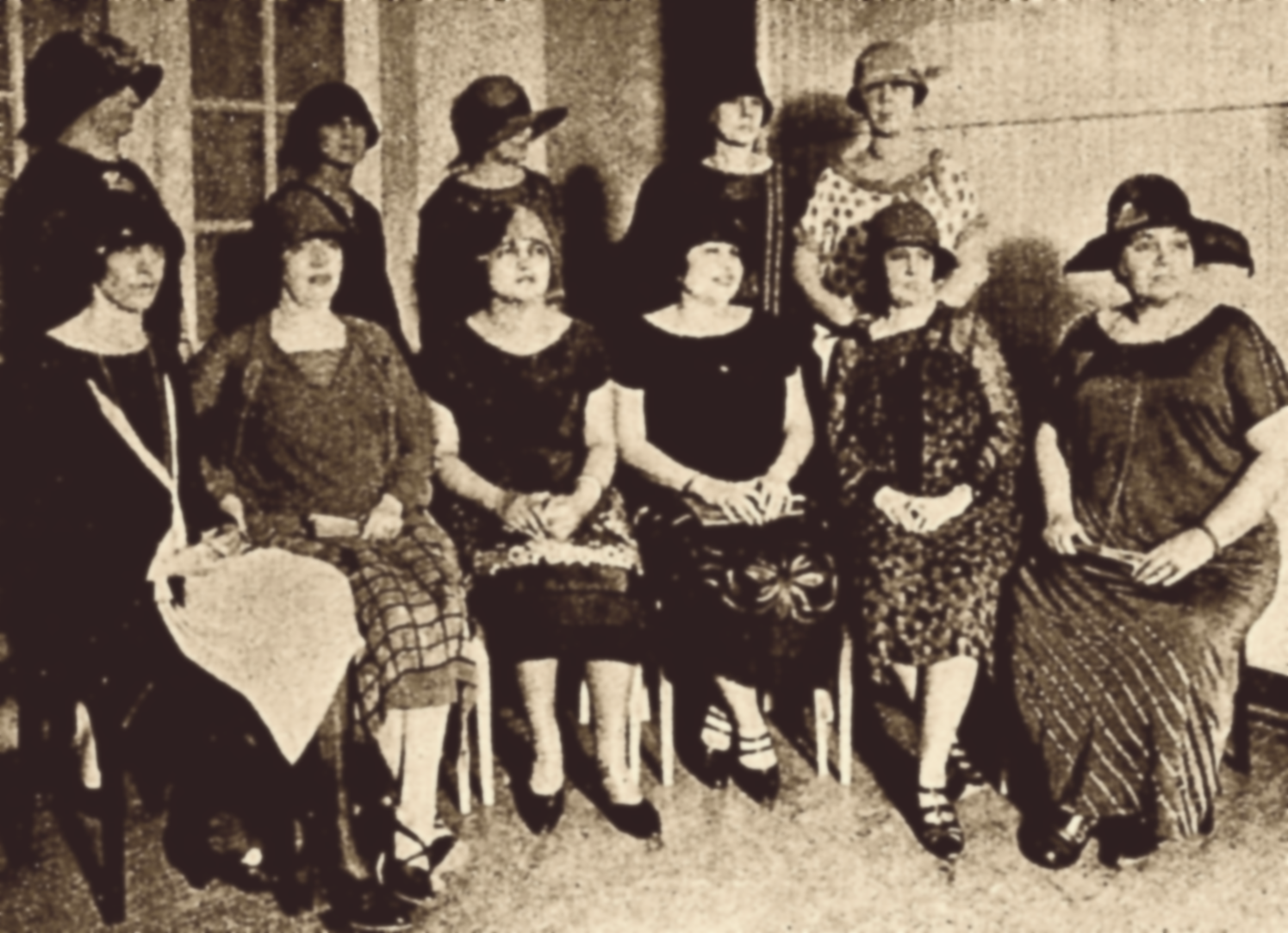
Mulheres reunidas em 1926 para a criação da Academia Feminina; Dantas é a terceira sentada, a partir da esquerda

Na década de 1930 colaborou com matérias sobre ensino, num contexto em que no Brasil ocorrera uma "feminização" do magistério e a profissão de professora era uma das únicas aceitas para o trabalho da mulher; na revista Brasil Feminino de fevereiro de 1932 escreveu: "Os problemas econômicos e os problemas políticos condensam os problemas humanos, não há dúvida; são, no fundo, problemas de educação. Educar, pois, é aperfeiçoar, dirigir, adaptar, corrigir, emancipar. E o aparelho prodigioso de aperfeiçoamento, de direção, de correção, de adaptação e emancipação, é a escola."
Em 1941 integrou a diretoria, como primeira-secretária, da Academia Juvenal Galeno, que tinha por presidente o integralista Gustavo Barroso. Ainda neste ano integrou a comissão organizadora do Primeiro Congresso de Brasilidade, evento criado pelo Estado Novo para atender aos fins governamentais de proporcionar uma unidade nacional; a Dantas coube, assim, coordenar o plano de Unidade Cultural, no qual escreveu: "...como fundamento de uma civilização própria, em defesa da nossa língua, dos nossos patrimônios intelectuais e artísticos, dos nossos valores morais e com a nacionalização do ensino, da imprensa, do cinema, do rádio, da literatura, do teatro, da música, da dança, das artes plásticas e dos desportos." — e a autora manifesta sua preocupação com as ameaças que enfraquecem o "espírito nacional" e mais uma vez defende o nacionalismo, dentro das ideias de Getúlio Vargas.
Em 1942, aproveitando-se da amizade com a irmã do poeta Castro Alves, Adelaide de Castro Alves Guimarães, ela teve acesso a vários textos e desenhos originais do autor e publicou a obra sob seu viés ideológico "O Nacionalismo de Castro Alves"; servindo-se de passagens biográficas e dos textos do poeta ela analisou-o sob a ótica nacionalista, procurando demonstrar como na sua obra está descrita a paisagem, os erros políticos, demonstrando novos "horizontes sociais" sempre a denotar o nacionalismo; o livro foi distribuído nas escolas baianas.
Em 2 de abril de 1943, após a publicação no Diário Oficial do registro, viu concretizar-se, após uma polêmica com a suposta negativa de Cecília Meireles (a mesma não estava a morar no Rio de Janeiro, na ocasião) em participar, e a efetiva recusa de Dinah Silveira de Queiróz (que entretanto havia chegado a escolher sua patrona) — além da oposição de homens como Osório Borba e redatores de O Globo — foi fundada a Academia Feminina de Letras, tendo Dantas por sua primeira Secretária Geral e Adalzira Bittencourt como primeira presidenta.
Foi lente do Instituto de Educação do Rio, aprovada em primeiro lugar em concurso para a cátedra de "Prática do Ensino" na primeira metade da década de 1940. Dirigiu, ainda, a Escola Santa Clara.
Em 1947, com o retorno do país à democracia, lançou-se candidata a vereadora da cidade do Rio de Janeiro pelo Partido Republicano, de Artur Bernardes. Eleita, em 1950 Dantas ocupava a vereança e fazia parte do Instituto Brasileiro de Geopolítica. Era a única representante do PR na câmara e, em maio daquele ano, deixou o partido para se filiar ao Partido Social Democrático. Como parlamentar teve sua proposta da criação de um retiro para os professores aprovado e sancionado pelo prefeito, Mendes de Morais.
Finda a carreira política exerceu o magistério e representação da classe docente. Em 1973 presidia a União dos Educadores do Estado da Guanabara.

## Homenagens
Em 1959 o prefeito carioca Sá Freire Alvim concedeu a Dantas medalha de ouro pelos bons serviços prestados como funcionária pública. No mesmo ano, também pela prefeitura do Rio, foi agraciada com a Medalha Padre Anchieta.
Mercedes Dantas é nome de rua em Belford Roxo, no Rio. Na capital a rua Mercedes Coelho foi nomeada em sua homenagem, em 1983.
Existe também a Escola Municipal Mercedes Coelho em homenagem a educadora, situada no Município de Benedito Leite, Maranhão.
A União dos Educadores da Cidade do Rio de Janeiro possui, a 93 km da capital no sul fluminense, a "Colônia de Férias Mercedes Dantas", destinada aos seus associados. A entidade é fruto da fusão de três outras (Ordem dos Professores, Liga de Professores e Associação dos Professores Primários) e sua colônia de férias foi criada pela doação do terreno por Mercedes Dantas em 15 de outubro de 1951; até então ela costumava levar os colegas para ali passarem fins de semana.